# Dacriocistorrinostomia
La dacriocistorrinostomia (DCR) és un procediment quirúrgic per restaurar el flux de llàgrimes al nas des del sac lacrimal quan el conducte nasolacrimal no funciona.